# Alternative socialiste (Australie)
Pour les articles homonymes, voir Alternative socialiste.
Ne doit pas être confondu avec Alliance socialiste.
Alternative socialiste (en anglais : Socialist Alternative) est un parti politique d'extrême gauche australien, formé après que ses membres fondateurs aient été expulsés de l'Organisation internationale socialiste (en) en 1995. 

## Histoire

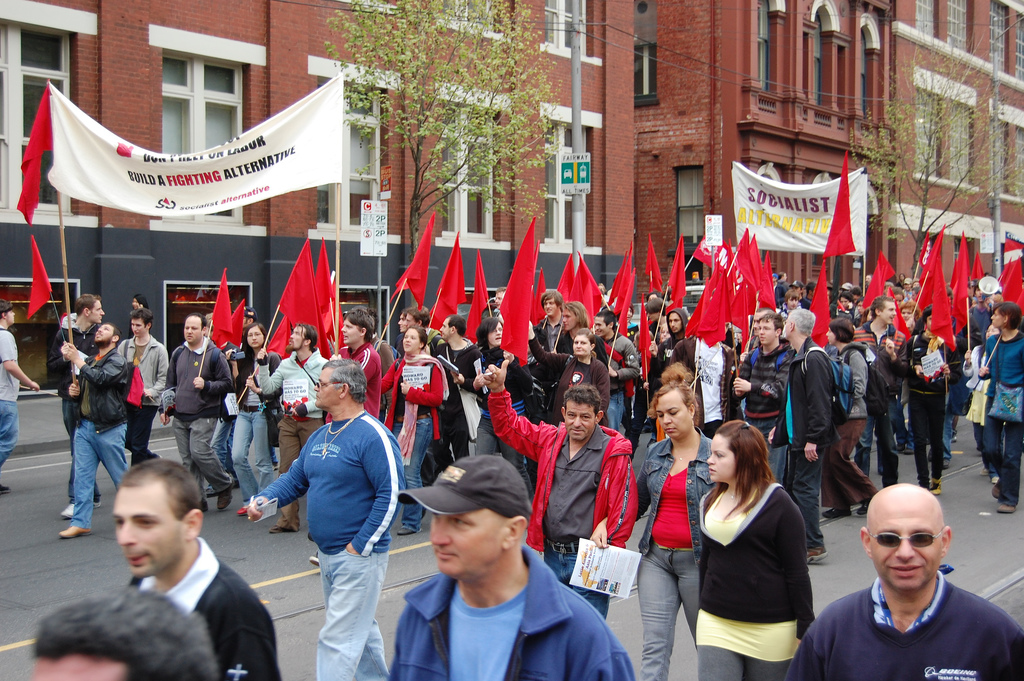
Manifestation de l'Alliance socialiste lors des élections fédéral de 2007.

## Idéologie
Le parti milite pour une meilleure justice sociale, contre la guerre, pour le mariage homosexuel et les droits de la communauté LGBT, pour la cause palestinienne et l'accueil des réfugiés en Australie.